# Словоскладання
Словоскладення, поєднання в одну наголосово-семантичну одиницю двох або більше слів чи коренів, що творять нове лексичне ціле (дармої́д, всесторо́нній, трику́тник, макі́тра), при чому перший член С. приймає тоді сполучний голосний (-о, -е, -и, -і), а кінцевий член може, маючи дериваційний наросток, різнитися від підставового слова (три-ку́тник). Синтаксичний зв'язок членів С. — окреслюваного й окреслювального — може бути атрибутивний (чорнокле́н = чорний клен), об'єктний (листоно́ша = що носить листи) чи обставинний (далекобі́йний = що б'є, стріляє далеко), при чому окреслюваний іменниковий член С. або становить ознаку іншого, не названого іменника (кривоні́с = людина з кривим носом), або є сам семантичним центром цілості (гучномо́вець). В укр. нар. мові С. числово обмежені, в літ. мові часті у давню добу як церковнослов'янізми (благослови́ти, богосло́в, всеще́дрий) та під грец.-латинським впливом у добу бароко й класицизму. Тепер широко стосовані у фаховій науковій термінології та, здебільша емоційно-забарвлені, у публіцистичному стилі.